# Crljenak
Crljenak je stara autohtona hrvatska sorta vinove loze. Ova sorta je pred izumiranjem.
Važnost ove sorte je u tome što je dokazano da od nje potiču talijanski primitivo, američki zinfandel i plavac mali. Američki zinfandel je genetski identičan crljenku, a plavac mali je nastao od crljenka i dobričića.
Od svih ovih sorti se pravi jako, crno i suho vino. Aroma sadrži arome šljive, kupine, maline i trešnje.
Ostali nazivi: Crljenak, Crljenak kaštelanski, Pribridrag, Kaštelanac, Starinski plavac, Zinfandel, Primativo, Primitivo di Gioia.

## Vanjske poveznice
- Mali podrum  Arhivirana inačica izvorne stranice od 28. rujna 2007. (Wayback Machine) - Crljenak; hrvatska vina i proizvođači
- The Croatian Vitis and Olea Database  Arhivirana inačica izvorne stranice od 28. rujna 2007. (Wayback Machine) - Crljenak